# 주월동
주월동(珠月洞)은 광주광역시 남구의 법정동이다. 행정동 기준으로는 주월1·2동으로 1985년에 분동되었다.

## 주거

### 아파트

#### 주월1동
- 종원아파트 1986년 12월 입주.
- 주월현대1차아파트 1991년 6월 입주.
- 주월현대2차아파트 1995년 6월 입주.
- 신영루루체빌아파트 2004년 10월 입주.
- 주월호반베르디움1차 : 2006년 3월 입주.
- 주월호반베르디움2차 : 2008년  9월 입주.
- 제석산산호반힐하임임아파트 2014년 6월 입주.
- 남해종합건설 봉선로 남해오네뜨 2018년 5월 입주.